# Rade Šerbedžija
 (mars 2018).
Si vous disposez d'ouvrages ou d'articles de référence ou si vous connaissez des sites web de qualité traitant du thème abordé ici, merci de compléter l'article en donnant les références utiles à sa vérifiabilité et en les liant à la section « Notes et références ».
Rade Šerbedžija (en serbe cyrillique : Раде Шербеџија ; prononciation croate et serbe : [rǎːde ʃerbědʒija]), parfois crédité comme Rade Sherbedgia dans quelques productions en langue anglaise, est un acteur, producteur de cinéma et musicien yougoslave puis croate et Serbe , né le 27 juillet 1946 à Bunić, en République socialiste de Croatie (Yougoslavie).
Il est connu pour ses représentations de figures imposantes des deux côtés de la loi. Il était l'un des acteurs yougoslaves les plus populaires dans les années 1970 et 1980. Il est internationalement connu principalement pour ses seconds rôles dans des films hollywoodiens tels que Harry Potter et les Reliques de la Mort, partie 1, X-Men : Le Commencement, Le Saint avec Val Kilmer et Mission impossible 2 — ainsi que pour son rôle du méchant Murad dans Taken 2 et, à la télévision, pour son rôle récurrent en tant qu'ancien général de l'armée soviétique Dmitri Gredenko dans la saison 6 de 24 Heures chrono.

## Biographie

### Carrière enYougoslavie
Šerbedžija est né dans une famille serbe croate dans le village de Bunić dans la région de Lika en Croatie. En 1969, il est diplômé de l'Académie des Arts Dramatiques de l'Université de Zagreb et a ensuite travaillé comme acteur de théâtre dans le Théâtre dramatique de la ville de Gavella et au Théâtre national croate de Zagreb. Alors qu'il est encore étudiant, Šerbedžija commence à jouer des rôles principaux dans les films et les productions théâtrales. Šerbedžija figure parmi les meilleurs acteurs de l'ex-Yougoslavie, ainsi qu'un professeur de théâtre estimé aux universités de Zagreb et de Novi Sad.
En 1964, il visite les États-Unis où il s'inscrit à l'école d'art dramatique. De petites pièces sur scène suivent pendant de nombreuses années jusqu'à ce que sa performance révolutionnaire[pourquoi ?] en tant que Hamlet au Festival d'été de Dubrovnik fasse de lui une star. Bien qu'il ait continué à apparaître dans des productions théâtrales (notamment, Peer Gynt et Oedipus Rex), Šerbedžija fait irruption dans des films à la même époque. Bien que beaucoup des plus de 40 apparitions qu'il a faites dans les années 1970 et 1980 aient été peu vues en dehors de la Yougoslavie, une poignée a été largement distribuée. 
Il joue divers rôles remarquables dans le cinéma yougoslave, entre autres dans Ugori raste zelen bor (1971), Variola Vera (1981), Kiklop (1982), Život je lep (1985). Il a également figuré parmi les principaux acteurs de plusieurs séries télévisées, comme Prosjaci i sinovi (1971), U registraturi (1976), Nikola Tesla (1977), Putovanje u Vučjak (1986).
Šerbedžija a fondé le théâtre Ulysses avec Borislav Vujčić sur les îles de Brijuni, où il dirige et joue également dans la plupart des pièces. Le théâtre a été fondé en 2000.

### Carrière internationale
En 1988, dans le film La Guerre d'Hanna (1988), il interroge une femme qui a sauvé des centaines d'enfants de l'Holocauste.
Au début des années 1990, au cours des guerres yougoslaves, il a joué dans quelques films de l'ex-Yougoslavie, dont le film macédonien Before the Rain en 1994. Avec la dissolution de la Yougoslavie au début des années 1990, il déménage à Ljubljana, en Slovénie pour éviter la guerre. Šerbedžija a ensuite joué dans plusieurs films d'Europe occidentale avant d'émigrer aux États-Unis.
Il est connu par le public mondial pour ses rôles de soutien dans des films hollywoodiens tels que Mission: Impossible 2, Mighty Joe Young, Le Saint, Eyes Wide Shut, Snatch, EuroTrip, The Quiet American, Shooter et un caméo dans Batman Begins (le sans abri qui hérite du manteau de Bruce Wayne dans la première partie du film), variant les rôles entre méchants sinistres et amis confiants. Il a été invité à reprendre son rôle de drogué dans The Dark Knight, mais a refusé. Il a partagé la vedette dans Space Cowboys, où il a été présenté sous le nom de Rade Sherbedgia.
En 2001, il joue dans une production télévisée de la comédie musicale classique South Pacific de Rodgers et Hammerstein en tant qu’Émile de Becque, propriétaire de plantations françaises. Il est également apparu dans l'émission d'espionnage-thriller de la BBC Spooks, dans un épisode. En 2005, il a joué le rôle du Capitaine Blake dans le remake de The Fog de Rupert Wainwright et a joué un rôle de second plan dans la série de science-fiction Surface de la NBC. En 2007, il interprète Athos Roussos dans l'adaptation cinématographique de Jeremy Podeswa du roman Fugitive Pieces d'Anne Michaels.
Il a interprété Dmitri Gredenko lors de la sixième saison de 24 heures chrono.
Le 26 mai 2009, Šerbedžija a annoncé qu'il interprétait dans Harry Potter et les Reliques de la Mort le fameux tisserand étranger Gregorovitch, un rôle « bref mais très important ».
En 2014, Šerbedžija est apparu dans six épisodes de Downton Abbey sous le nom de Prince Kuragin, un exilé russe et amoureux de la comtesse douairière Violet Crawley, interprétée par Maggie Smith.

### Poésie
Šerbedžija est également connu pour ses lectures de poésie et a publié quatre albums. Sur la scène londonienne, il a reçu des critiques élogieuses pour son travail dans la mise en scène de Brecht in Hollywood de Corin Redgrave (1994)

## Vie personnelle
Šerbedžija était marié à Ivanka Cerovac, mais ils ont divorcé en 1987. Ils ont un fils, le réalisateur Danilo Šerbedžija (né en 1971) et une fille, l'actrice Lucija (née en 1973). Šerbedžija a rencontré sa seconde femme, Lenka Udovički, la sœur du politicien serbe Kori Udovički, à Subotica en 1990 et ils se sont mariés en 1991.
Avec sa femme actuelle, il a trois filles : Nina, Vanja et Mimi. Les filles ont grandi à Londres pendant leurs premières années, puis ont déménagé en Californie en raison de la carrière d'acteur de leur père.
Ses parents ont quitté Vinkovci en tant que réfugiés serbes pour Belgrade en 1991, en raison de la guerre d'indépendance croate. Sa mère est décédée en 1999, tandis que son père vit toujours à Belgrade.
En 1992, alors qu'il était dans un club de Belgrade, un jeune en état d'ébriété l'a injurié, l'appelant « traître serbe », puis a tiré son arme en l'air. Le jeune lui-même venait de Lika, tout comme Šerbedžija. Il a ensuite quitté Zagreb avec sa femme et sa fille Nina et s'installe à Ljubljana, en Slovénie.
Šerbedžija s'est dit Yugo-nostalgique, et en 2011, pour lui les temps étaient meilleurs dans la Yougoslavie socialiste que maintenant.
Il vit à Rijeka (en janvier 2011) avec sa femme Lenka.

## Filmographie

### Acteur de cinéma

#### Années 1960-1970
- 1967 : Iluzija (sh) de Krsto Papić
- 1967 : Crne ptice (sh) d'Eduard Galić (sh)
- 1968 : Osveta (sh) d'Eduard Galić (sh)
- 1968 : Gravitacija ili fantastična mladost činovnika Borisa Horvata (sh) de Branko Ivanda (sh) : Boris Horvat
- 1969 : À l'aube du cinquième jour (Dio è con noi) de Giuliano Montaldo : le médecin sous-lieutenant Regnier
- 1969 : Sedmina (sh) de Matjaž Klopčič : Niko
- 1970 : Idu dani (sh) de Fadil Hadžić (sh)
- 1970 : Blé rouge (Crveno klasje) de Živojin Pavlović
- 1971 : U gori raste zelen bor (sh) d'Antun Vrdoljak
- 1971 : Putovanje na mjesto nesreće (sh) de Zvonimir Berković (sh) : Vlatko
- 1972 : Zvezde su oči ratnika (sh) de Branimir Tori Janković (sh) : Rade...l'enseignant
- 1972 : Poslijepodne jednog fazana (sh) de Marijan Arhanić : Obijesni mladic
- 1973 : Živjeti od ljubavi (sh) de Krešo Golik (hr) : Davor
- 1973 : Begunec (sl) de Jane Kavčič (sl) : Ivan
- 1974 : Predstava Hamleta u selu Mrduša Donja de Krsto Papić : Joco
- 1974 : Užička republika (sh) de Žika Mitrović (sh) : l'officier
- 1977 : La Chasse à l'homme (Hajka) de Živojin Pavlović : Lado
- 1978 : Bravo maestro de Rajko Grlić : Vitomir Bezjak
- 1979 : Živi bili pa vidjeli (sh) de Bruno Gamulin et Milivoj Puhlovski
- 1979 : Usijanje (sr) de Boro Drašković : Tomo
- 1979 : Novinar (sh) de Fadil Hadžić (sh) : Vlado Kovač
- 1979 : Povratak (sh) d'Antun Vrdoljak : Nikola, le commandant de police

#### Années 1980-1990
- 1980 : Gospodjica de Vojtěch Jasný : Vlado Ratko
- 1981 : Variola vera de Goran Marković : le docteur Grujić
- 1982 : Kiklop (sh) d'Antun Vrdoljak : Ugo
- 1982 : 13. jul (sh) de Radomir Šaranović (sh) : le capitaine Mitrovic
- 1983 : Zadah tela (Задах тела) de Živojin Pavlović : Panco Vila
- 1983 : La Vengeance du faucon (Banovic Strahinja) de Vatroslav Mimica : Abdoulah
- 1983 : Nocturno (sh) ou Noc poslije smrti de Branko Ivanda : Lucio Klarić
- 1984 : U raljama života (sh) de Rajko Grlić : l'intellectuel
- 1984 : Pejzaži u magli (sh) de Jovan Jovanović (sh) : Lelin otac
- 1984 : Una (sr) de Miloš Radivojević (sr) : le professeur Misel Babic
- 1985 : Horvatov izbor (sh) d'Eduard Galić (sh) : Kresimir Horvat
- 1985 : La vie est belle (Život je lep) de Boro Drašković : Harmonikas
- 1986 : Večernja zvona (sh) de Lordan Zafranović : Tomislav K. Burbonski
- 1986 : San o ruži (sh) de Zoran Tadić (sh) : Valent
- 1987 : Osuđeni (sh) de Zoran Tadić (sh) : Rade
- 1987 : Hudodelci de Franci Slak (sl) : Raka
- 1987 : Die Verliebten de Jeanine Meerapfel : Emile
- 1988 : Pour une nuit d'amour (Manifesto) de Dušan Makavejev : Émile
- 1988 : La Guerre d'Hanna (Hanna's War) de Menahem Golan : le capitaine Ivan
- 1989 : Covjek koji je volio sprovode (sr) de Zoran Tadić (hr) : Hinko
- 1990 : Karneval, anđeo i prah (sh) d'Antun Vrdoljak
- 1992 : Dezerter (sh) de Živojin Pavlović : Pavle Trusić
- 1993 : Kontesa Dora (sh) de Zvonimir Berković (sh) : Karlo Armano
- 1994 : L'Âge ingrat (es) (Magarece godine) de Nenad Dizdarević : le narrateur (voix)
- 1994 : Tragédie burlesque (Urnebesna tragedija) de Goran Marković : Kosta
- 1994 : Before the Rain (Пред дождот) de Milčo Mančevski : Alexandre
- 1995 : Two Deaths de Nicolas Roeg : le colonel Georges Lapadus
- 1995 : Belma (da) de Lars Hesselholdt : Josip Papac
- 1996 : Nečista krv (sr) (Нечиста крв) de Stojan Stojčić : Marko
- 1996 : Memento d'Antonia D. Carnerud (court-métrage) : l'officier
- 1996 : Broken English (en) de Gregor Nicholas : Ivan
- 1997 : Le Saint (The Saint) de Phillip Noyce : Ivan Tretiak
- 1997 : La Trêve (La tregua) de Francesco Rosi : le Grec
- 1998 : Mare largo (it) de Ferdinando Vicentini Orgnani : François Riffaud
- 1998 : Secrets, mensonges et ... mariage (Polish Wedding) de Theresa Connelly : Roman
- 1998 : Prague Duet de Roger Simon : Jiri Kolmar
- 1998 : Mon ami Joe (Mighty Joe Young) de Ron Underwood : Andrei Strasser
- 1999 : Eyes Wide Shut de Stanley Kubrick : Mr. Milich
- 1999 : Le Doux Bruit de la vie (Il dolce rumore della vita) de Giuseppe Bertolucci : Bruno Maier
- 1999 : Stigmata de Rupert Wainwright : Marion Petrocelli

#### Années 2000-2010
- 2000 : Je li jasno prijatelju? (sr) de Dejan Aćimović (hr) : Milan Rajic
- 2000 : Mission impossible 2 (Mission: Impossible II) de John Woo : le docteur Nekhorvitch
- 2000 : Space Cowboys de Clint Eastwood : le général Vostov
- 2000 : Snatch : Tu braques ou tu raques (Snatch.) de Guy Ritchie : Boris Yourinov, alias "Boris le Hâchoir"
- 2002 : Ilaria Alpi - Il più crudele dei giorni (it) de Ferdinando Vicentini Orgnani : Miran Hrovatin
- 2002 : Un Américain bien tranquille (The Quiet American), de Phillip Noyce : l'inspecteur Vigot
- 2003 : Un tueur aux trousses (Quicksand) de John Mackenzie : Oleg Butraskaya
- 2004 : Eurotrip de Jeff Schaffer : Tibor
- 2004 : The Great Water (Γолемата вода) d'Ivo Trajkov (de) : le vieux Lem (voix)
- 2004 : The Fever de Carlo Nero : le diplomate
- 2005 : Short Order d'Anthony Byrne : Paulo
- 2005 : The Keeper: The Legend of Omar Khayyam (en) de Kayvan Mashayekh : l'imam Muaffak
- 2005 : Batman Begins de Christopher Nolan : le SDF qui échange son manteau avec Bruce Wayne
- 2005 : Go West d'Ahmed Imamović (sr) : Ljubo
- 2005 : Fog (The Fog) de Rupert Wainwright : le capitaine Blake
- 2006 : Moscow Zero de María Lidón : Sergueï
- 2006 : The Elder Son (en) de Maryus Vaysberg : Max
- 2007 : Hermano (it) de Giovanni Robbiano (it) : Carlos Avileda
- 2007 : Balkanski sindrom d'Emil Sućeska (sh) : le vieil Alen
- 2007 : Shooter, tireur d'élite (Shooter) d'Antoine Fuqua : Michael Sandor
- 2007 : Say It in Russian (en) de Jeff Celentano (en) : Raf Larin
- 2007 : Pravo čudo de Lukas Nola (hr) : Toma
- 2007 : Fugitive Pieces de Jeremy Podeswa : Athos
- 2008 : The Eye de David Moreau et Xavier Palud : Simon McCullough
- 2008 : Bataille à Seattle (Battle in Seattle) de Stuart Townsend : le docteur Maric
- 2009 : En quarantaine (Quarantine) de John Erick Dowdle : Youri Ivanov
- 2009 : Middle Men de George Gallo : Nikita Sokoloff
- 2009 : The Code (Thick as Thieves) de Mimi Leder : Nicky Petrovitch / Victor Korolenko
- 2010 : Kao rani mraz de Đorđe Balašević : le vieux Vasa Ladacki
- 2010 : Sedamdeset i dva dana (sr) (Sedamdeset i dva dana) de Danilo Šerbedžija : Mane Paripovic
- 2010 : Harry Potter et les Reliques de la Mort, partie 1 (Harry Potter and the Deathly Hallows: Part 1) de David Yates : Gregorovitch[1]
- 2011 : X-Men : Le Commencement (X-Men: First Class) de Matthew Vaughn : le général Armivolkoff
- 2011 : État de guerre (Five Days of War) de Renny Harlin : colonel Demidov
- 2011 : Tatanka de Giuseppe Gagliardi (it) : Vinko
- 2011 : Au pays du sang et du miel (In the Land of Blood and Honey) d'Angelina Jolie : Nebojša Vukojević
- 2012 : La Petite Venise (Io sono Li) d'Andrea Segre : Bepi
- 2012 : Ustanička ulica (sr) (Устаничка улица) de Miroslav Terzić : Vraneš
- 2012 : Le Quatrième Pouvoir (Die Vierte Macht) de Dennis Gansel : Oneguine
- 2012 : Taken 2 d'Olivier Megaton : Mourad
- 2013 : The Double de Richard Ayoade : le vieil homme
- 2013 : La Légende d'Hercule (The Legend of Hercules) de Renny Harlin : Chiron
- 2014 : Cry of the Butterfly de Mihailo Stanich : Ray
- 2015 : Sparrows de Rúnar Rúnarsson
- 2016 : La Promesse (The Promise) de Terry George : Stephan
- 2018 : Proud Mary de Babak Najafi : Luka
- 2018 : Hypnose (The Guardian Angel) d’Arto Halonen : Dr Dabrowski

#### Années 2020
- 2020 : The Executrix (Agony) de Michele Civetta
- 2020 : Ribanje i ribarsko prigovaranje de Milan Trenc (hr)
- 2024 : Péril sur l'avion présidentiel (Air Force One Down) de James Bamford : Rodinov

### Acteur de télévision
- 1970 : Papagaj (téléfilm) : Mladic
- 1971 : Prosjaci i sinovi (série télévisée) : Matan Potrka
- 1972 : Obraz uz obraz (feuilleton TV)
- 1974 : Nocturno de Branko Ivanda (sh) (téléfilm) : Lucio
- 1974 : Obesenjak (téléfilm)
- 1975 : Pesma (feuilleton TV) : Mica Ranovic
- 1976 : Uzicka republika (série télévisée) : Oficir - Cetnik Major
- 1976 : U registraturi (série télévisée) : Ivica Kicmanovic
- 1977 : Nikola Tesla (série télévisée) : Nikola Tesla
- 1978 : Bombaski proces (téléfilm) : Josip Broz
- 1980 : Duvanski put (feuilleton TV)
- 1981 : Tuga (téléfilm)
- 1981 : Nepokoreni grad (série télévisée)
- 1982 : Tamburasi (téléfilm)
- 1984 : Stefica Cvek u raljama zivota (feuilleton TV)
- 1986 : Putovanje u Vucjak (feuilleton TV) : Kresimir Horvat
- 1988 : Zagrljaj (série télévisée)
- 1988 : Vecernja zvona (série télévisée) : Tomislav Kovac
- 1990 : Le Retour d'Arsène Lupin - épisode #1.12 Le bijou fatidique (série télévisée) : Herlock Sholmès
- 2001 : South Pacific (téléfilm) : Émile de Becque
- 2004 : Rade Serbedzija Live in Budva (téléfilm) : lui-même
- 2005 : Surface (saison 1) : le docteur Aleksander Cirko
- 2007 : Tesla (téléfilm) : narrateur (voix)
- 2007 : 24 heures chrono (saison 6) : Dimitri Gredenko
- 2014 : Downton Abbey (saison 5) : prince Kouraguine
- 2016 : Mata Hari de Dennis Berry (série télévisée) : Émile Guimet

### Producteur
- 2005 : Go West d'Ahmed Imamović (sr)

### Compositeur
- 2004 : Rade Serbedzija Live in Budva (téléfilm)

## Distinctions
- 1994 : Pasinetti Award du meilleur acteur à la Mostra de Venise pour Before the Rain de Milcho Manchevski
- 2007 : Meilleur acteur au Festival international du film de Rome pour Fugitive Pieces

## Voix françaises
| - Féodor Atkine dans : - Shooter, tireur d'élite - The Eye - Middle Men - Downton Abbey (série télévisée) - Slow Horses (série télévisée) - The Old Man (série télévisée) - Patrick Raynal dans : - Taken 2 - La Légende d'Hercule - La Petite Venise - Blacklist (série télévisée) - Strike Back (série télévisée) - Yves Barsacq (*1931 - 2015) dans : - Eyes Wide Shut - Mission impossible 2 - Snatch : Tu braques ou tu raques - Space Cowboys - Vincent Grass dans : - Mon ami Joe - Eurotrip | - François Siener dans : - Stigmata - Fog - Patrick Messe dans (les séries télévisées) : - 24 Heures chrono (série télévisée) - Mon meilleur ennemi et aussi - Philippe Ogouz dans À l'aube du cinquième jour - Alexandre Arbatt dans Le Saint - Hervé Jolly dans Surface (série télévisée) - Patrice Dozier dans Fallen (mini-série) - Jean-Luc Kayser dans Bataille à Seattle - Régis Ivanov dans X-Men : Le Commencement - Igor de Savitch dans Les Experts : Miami (série télévisée) - Jean-François Roubaud dans Harry Potter et les Reliques de la Mort, partie 1 - Frédéric van den Driessche dans Au pays du sang et du miel - José Luccioni dans The Five (série télévisée) - Miglen Mirtchev dans Air Force One Down |